# آریل کورتاسو
آریل کورتاسو (اسپانیایی: Ariel Cortazzo‎؛ ۱۹۱۵ – فوریه ۱۹۹۸) فیلم‌نامه‌نویس اهل آرژانتین بود.
از فیلم‌هایی که وی در آن‌ها نقش داشته‌است، می‌توان به گناه اشاره نمود.